# José Moko Ekanga
José Moko Ekanga (Kinshasa, 18 luglio 1958) è un vescovo cattolico della Repubblica Democratica del Congo, dal 26 maggio 2009 vescovo di Idiofa.

## Biografia
José Moko Ekanga è nato a Kinshasa il 18 luglio 1958.

### Formazione e ministero sacerdotale
Ha frequentato la scuola primaria a Kinshasa e poi la Scuola Letteraria nel comune di Selembao della capitale per l'istruzione secondaria. Ha studiato filosofia presso il seminario maggiore "Sant'Andrea Kaggwa" a Kinshasa e poi si è trasferito all'Università Cattolica del Congo nella stessa città dove ha studiato teologia dal 1979 al 1986 concludendo gli studi con la licenza in teologia biblica.
Il 1º agosto 1986 è stato ordinato presbitero per l'arcidiocesi di Kinshasa come membro della Compagnia dei sacerdoti di San Sulpizio. In seguito è stato direttore spirituale del seminario maggiore filosofico "Sant'Andrea Kaggwa" a Kinshasa dal 1986 al 1988. Ha quindi trascorso un anno in una comunità sulpiziana in Francia dal 1988 al 1989. Tornato in patria è stato formatore presso il seminario maggiore filosofico "Sant'Andrea Kaggwa" a Kinshasa dal 1989 al 1996; presidente dell'Assemblea del clero di Kinshasa, con sede a Gombe, dal 1993 al 1997 e parroco della parrocchia di San Gyaviira a Kinshasa dal 1996 al 1998. Dal 1999 al 2005 è stato professore presso il seminario maggiore teologico nazionale "San Gallo" di Ouidah, in Benin, e contemporaneamente ha compiuto gli studi per il dottorato in Sacra Scrittura presso un istituto di Lione. In seguito è stato parroco della parrocchia di Sant'Anna a Kinshasa dal 2005 al 2007; parroco della parrocchia della cattedrale di Nostra Signora del Congo a Kinshasa dal 2007 al 2008; rettore del seminario universitario "Giovanni XXIII" di Kinshasa dal 2008 al 2009 e membro del consiglio presbiterale fino al 2009.

### Ministero episcopale
Il 26 maggio 2009 papa Benedetto XVI lo ha nominato vescovo di Idiofa. Ha ricevuto l'ordinazione episcopale il 15 agosto successivo dall'arcivescovo metropolita di Kinshasa Laurent Monsengwo Pasinya, co-consacranti il vescovo di Popokabaka Louis Nzala Kianza e quello di Kikwit Marie-Edouard Mununu Kasiala.
Nel settembre del 2014 ha compiuto la visita ad limina.
Dal 15 ottobre 2020 al 1º luglio 2024 è stato vicepresidente della Conferenza episcopale nazionale del Congo.
Dal 30 maggio 2023 è presidente dell'Associazione delle conferenze episcopali dell'Africa centrale.

## Genealogia episcopale
La genealogia episcopale è:
La genealogia episcopale è:
- Cardinale Scipione Rebiba
- Cardinale Giulio Antonio Santori
- Cardinale Girolamo Bernerio, O.P.
- Arcivescovo Galeazzo Sanvitale
- Cardinale Ludovico Ludovisi
- Cardinale Luigi Caetani
- Cardinale Ulderico Carpegna
- Cardinale Paluzzo Paluzzi Altieri degli Albertoni
- Papa Benedetto XIII
- Papa Benedetto XIV
- Papa Clemente XIII
- Cardinale Enrico Benedetto Stuart
- Papa Leone XII
- Cardinale Chiarissimo Falconieri Mellini
- Cardinale Camillo Di Pietro
- Cardinale Mieczysław Halka Ledóchowski
- Cardinale Jan Maurycy Paweł Puzyna de Kosielsko
- Arcivescovo Józef Bilczewski
- Arcivescovo Bolesław Twardowski
- Arcivescovo Eugeniusz Baziak
- Papa Giovanni Paolo II
- Cardinale Laurent Monsengwo Pasinya
- Vescovo José Moko Ekanga, P.S.S.